# 胡頹子輪盾介殼蟲
胡頹子輪盾介殼蟲（学名：Aulacaspis difficilis）为盾介殼蟲科輪盾介殼蟲屬下的一个种。